# Eġiše Melik'yan
Eġiše Melik’yan (in armeno Եղիշե Մելիքյան?; Erevan, 13 agosto 1979) è un allenatore di calcio ed ex calciatore armeno, tecnico del P'yownik.

## Palmarès

### Giocatore

#### Competizioni nazionali
- Campionato armeno: 1

Araraks Ararat: 2000
- Coppa d'Armenia: 2

Araraks Ararat: 1999
Banants: 2007
- Perša Liha: 1

Hoverla: 2011-2012

### Allenatore

#### Competizioni nazionali
- Campionato armeno: 1

P'yownik: 2023-2024